# Skaj Vikler
Đorđe Miljenović (Beograd, 10. decembar 1980), poznatiji kao Wikluh Sky, odnosno Skaj Vikler, srpski je hip hop muzičar, član grupe Bed kopi (Bad Copy), član Marčelove Filter ekipe i solo umetnik. Nastupa i kao dram i bas em-si. Široj publici postao je poznat nakon hit singla Otkucaji (u saradnji s Marčelom) i pojavljivanja u VIP Velikom bratu 2008.

## Biografija
Đorđe Miljenović je rođen 10. decembra 1980. u Beogradu. Završio je srednju muzičku školu i dve godine Muzičke akademije na odseku za violu. Studije je po sopstvenim rečima napustio „užasnut činjenicom da će do kraja života svirati tuđu muziku i to pod gomilom nametnutih pravila”.
Za hip hop je počeo da se interesuje kada je tokom boravka u Briselu čuo Basta Rajmsovu pesmu Woo Hah!!.
Ima kćer Strelu sa beogradskom glumicom Anđelom Stamenković. Septembra 2009. godine, oženio se Minom Berček (kćerkom poznatog srpskog glumca Aleksandra Berčeka).

## Karijera
Po povratku iz Belgije, tada petnaestogodišnji Miljenović, sa dva prijatelja sa Dorćola (Beograd) formira grupu Jumba department (Yoomba Department). Za prvu pesmu koju su snimili u studiju pomogao im je Kiza iz grupe Robin Hud (Robin Hood). Po njegovim rečima, muzika je podsećala na Bed kopi, sa čijim se članovima tada nije poznavao. Kako kaže, sa svojih petnaest godina je već „aktivno visio po studijima”. Ajs Nigrutina i Timbeta upoznao je u Domu omladine na hip hop žurki, a u grupu Bed kopi ušao je između 1998. i 1999. godine.
Od tada je poznat pod pseudonimom Skaj Vikler (Wikluh Sky). Sem kao izvođač, bavi se pisanjem muzike. Tako je za takmičenje Beosong 2013. za žensku grupu Skajs (Sky's) osmislio pesmu Magija. Skaj Vikler je napisao muziku i tekst, a takođe uradio i aranžman. Devojke, učesnice talent-šoua Ja imam talenat!, prošle su u finale Beosonga kao četvrte sa 1.995 SMS glasova. Ipak, Ksenija, Dana i Anđela su u finalu bile poslednje sa 3.403 SMS glasa. Kao član grupe Mononukleozni rođaci snimio je album Priče iz hibernacije (2011. god).
Učestvovao je u prvoj sezoni šou programa Tvoje lice zvuči poznato, koji se emitovao na Prvoj srpskoj televiziji 2013. godine.
Dana 29. juna 2017. godine, sa potpisom Đorđe Miljenović, objavljen je muzički spot za pesmu sa -а naslovljenu Imam tvoju ljubav; producirao ju je Juniversal mjuzik Srbija i sadrži sempl iz Mejdžor lejzerovog dela ’Tuborg Beat’ produkcije Med disent.
Krajem 2020. godine, postao je član benda Monx, koji je okupio Željko Mitrović.

## Diskografija
Solo albumi
- Zašto brate Vikler? (Van rekords, 2004)
- (Amonit rekords, 2005)
- Zagađenje u Japanu (Multimedija/Juniversal, 2006)
- Ortaci ne znaju (Multimedija rekords, 2008)
- Viršle sa senfom (Multimedija rekords, 2008)
- (2009)
- Amovi (Maskom, 2017)
- Sam pao, sam se ubio (Maskom, 2017)
- (Iz)vanredni paketić (Maskom, 2020)

Sa grupom Bed kopi
- Sve sami hedovi (Van rekords, 2003)
- Najgori do sada (Prohibicija, 2007)
- Krigle (2013)

Kolaborativni albumi
- Pola paketića iznenađenja (sa raznim muzičarima; Maskom, 2019)
- Treći svetski rat (sa Metom; Aristokrat Muzik, 2019)

Dueti
- Lova - duet sa Šabanom Bajramovićem za seriju Vratiće se rode
- Duet sa Vasilom Hadžimanovim za film Kad porastem biću Kengur (odjavna muzika)
- Više nisi moj - sa Anom Stanić
- Kraj - sa Karolinom

## Spoljašnje veze
- prezentacija
- intervju
- Gostovanje u Joca & Nidža Show (oktobar, 2021)